# Simon Reinier de Vries
Simon Reinier de Vries (Amsterdam, 22 mei 1828 – Amsterdam, 18 september 1916) was een Nederlands organist.
Hij was zoon van Neeltje Verny en koorndrager Hendrik de Vries. Hijzelf was in 1853 getrouwd met Johanna Jacoba Gijselaar. Zonen Hendrik en Willem de Vries werden ook organist. Zijn dochter Johanna Jacoba trouwde met de gymnast Jan de Boer.
Hij was eigenlijk voorbestemd voor het onderwijs; haalde al op veertienjarige leeftijd zijn diploma daartoe en in 1850 diploma ondermeester.
Hij kreeg zijn opleiding van Jan Matthijs Martens, Johan Albert van Eyken en Johannes Gijsbertus Bastiaans. Hij ging al tijdens zijn opleiding naar Zandvoort, alwaar hij tussen 1850 en 1854 organist was van de Hervormde Gemeente. In 1854 werd hij organist van de Remonstrantse Kerk in Amsterdam, alwaar hij tot 1899 in die functie actief bleef. Hij werd al tijdens zijn werkzaamheden geplaagd door een toenemende doofheid. 
In 1858 volgde hij zijn leraar Bastiaans op als docent orgel aan het Blindeninstituut in Amsterdam; in die hoedanigheid leidde hij de organisten Anton W. Rijp, Albert Pomper, Rinke van Bruggen en Jan Albert Rooks op, net als zijn twee zonen. Tijdens zijn jonge jaren werd De Vries zelf al getroffen door een oogziekte. Hij vervulde tussen 1874 en 1899 de functie van klokkenist aan de Westertoren. Hij leidde gedurende zijn leven enige jaren het zanggezelschap van onderwijzers en was zangonderwijzer aan de Muziekschool van de Maatschappij tot Bevordering der Toonkunst.  
Hij werd begraven op Begraafplaats Vredenhof.